# Eskildsen
Eskildsen ist ein nordischer Familienname.

## Herkunft und Bedeutung
Der Name ist patronymisch gebildet mit der Bedeutung Sohn des Eskil. 

## Namensträger
- Joakim Eskildsen (* 1971), dänischer Lichtbildkünstler
- Rosario María Gutiérrez Eskildsen (1899–1979), mexikanisch-dänische Romanistin, Hispanistin und Pädagogin
- Ute Eskildsen (* 1947), deutsche Fotografiehistorikerin und Kuratorin, Museum Folkwang